# Kapiloongo
kapiloongo je debutové album českého hudebního souboru wrgha POWU orchestra. Nahráno bylo během ledna a února 2010, vydáno a pokřtěno bylo 19. března 2010. Autorem hudby (kromě skladby „Právě dnes“ od Niny Marinové) je Tomáš Sýkora, vedoucí postava orchestru. Přebal alba navrhla Asia Ejsmont, autorem fotografií je Tomáš Mikulec.
Žánrové zařazení wrgha POWU orchestra je obtížné, jejich hudba vychází z hravé alternativy, jazzu i současné vážné hudby. Píseň „Podzimní“ přechází až k popu a rapu, ve skladbě „Voraři“ jsou zas použity slova Karla Čáslavského z dokumentárního seriálu Vltava v obrazech (součást pořadu Hledání ztraceného času).

## Nahrávání
Nahrávání nástrojů probíhalo ve dnech 23. a 24. ledna 2010 ve Studiu HAMU. Zpěv byl nahrán během 3. až 9. února ve Studiu Dunny, kde probíhal také mix skladeb (13.–28. února 2010). Nahrávky pořídili zvukaři Ondřej Urban a Miroslav Mužík.

## Křest
Křest alba proběhl při koncertu v pražském klubu La Fabrika 19. března 2010. Před samotným křtem a koncertem byl promítán krátký film dokumentující nahrávání alba. Kmotry desky se stali jazzový klavírista a skladatel Karel Růžička a Marek Doubrava, bývalý člen kapely.

## Seznam skladeb
1. Létající koník – 4:52
2. Tango Burziano – 5:12
3. Voraři – 7:26
4. Právě dnes – 6:40
5. Lullaby for Jan – 3:35
6. Měchurka a Lískáček – 6:50
7. Podzimní – 5:36
8. Hotel Paris – 4:52

## Obsazení

### wrgha POWU orchestra
- Dušan Navařík – flétna, zpěv, pískání
- Jakub Šnýdl – klarinet, zpěv
- Michal Šťulík – akordeon, zpěv
- Nina Marinová – první housle, zpěv
- Milan Jakeš – druhé housle
- Martin Kroupa – viola
- Petra Reksoprodjo – violoncello
- Michal Šinka – kytara, zpěv
- Tomáš Sýkora – klavír
- Vladimír Micenko – kontrabas, zpěv
- Cyril Lojda – bicí

### Hosté
- Karel Čáslavský – vypravěč (3)
- David Fárek – saxofon (8)
- Miroslav Nosek – kytara (7, 8)
- Ondřej Dědeček – rap (7)
- Petr Smetáček – perkuse (1)